# Carnimonas nigrificans
Carnimonas nigrificans ist eine Bakterienart. Es kann schwarze Flecken auf gepökelten Fleischprodukten hervorrufen.

## Merkmale
Die Zellen von Carnimonas nigrificans sind gerade bis leicht gekrümmt stäbchenförmig. Sie erscheinen einzeln oder paarig. Wachstum kann auf Cetrimid-Agar und auf MacConkey-Agar erfolgen. Das Bakterium ist nicht beweglich, Flagellen sind nicht vorhanden.

## Stoffwechsel und Wachstum
Das Bakterium Carnimonas nigrificans ist aerob, es benötigt Sauerstoff. Der Stoffwechsel ist rein respiratorisch mit Sauerstoff als terminalen Elektronenakzeptor. Glucose, Xylose und verschiedenen anderen Kohlenhydraten werden nicht vollständig zu CO2 abgebaut, es werden hieraus Säuren gebildet.
Die optimale Wachstumstemperatur liegt bei 28–30 °C. Das Wachstum erfolgt in Gegenwart von bis zu 8 % Natriumchlorid. Der Oxidase- und Katalase-Test verlaufen positiv. Der Voges-Proskauer-Test ist negativ. Indol wird nicht gebildet. Eine Nitratreduktion findet nicht statt.
Carnimonas nigrificans ist für eine Bildung von schwarzen oder braunen Flecken auf gepökelten Fleischprodukten verantwortlich. Die Erscheinung ähnelt der Maillard-Reaktion. Der Effekt beginnt mit einer rostähnlichen Farbe, die sich innerhalb von Stunden schwarz verfärbt.

## Systematik
Carnimonas nigrificans ist die einzige Art der Gattung Carnimonas (Stand 20. Januar 2024). Sie zählt zu der Familie Halomonadaceae innerhalb der Gammaproteobacteria. Beschrieben wurde sie 1998 von Margarita Garriga und Mitarbeitern.
Der Name Carnimonas nigrificans deutet auf die verursachte Verfärbung von Fleischprodukten hin, „Caro“ ist lateinisch und bedeutet so viel wie „Fleisch“, der Artname nigrificans ist aus den zwei lateinischen Wörtern „niger“ (schwarz) und „facere“ (tun, machen). 